# Megalastrum retrorsum
Megalastrum retrorsum là một loài dương xỉ trong họ Dryopteridaceae. Loài này được R.C.Moran, J.Prado & Labiak mô tả khoa học đầu tiên năm 2009.
Danh pháp khoa học của loài này chưa được làm sáng tỏ. 